# استبعاد (تنس)
يُقصد بـ الاستبعاد في رياضة التنس الإقصاء من المباراة وبالتالي من البطولة بسبب السلوكِ غير الرياضي وليس بسبب الخسارة مثلًا أو الانسحاب بسبب الإصابة.
تنصُّ قواعد رابطة محترفي التنس على ما يلي:
| استبعاد (تنس) | لا يجوز للاعبين في أي وقتٍ من الأوقات الإساءة جسديًا لأي مسؤولٍ أو خصمٍ أو متفرجٍ أو لأي شخص آخر داخل محيط البطولة، وعليه فإنّ الإيذاء الجسدي هو اللمس غير المصرَّح به للمسؤول أو الخصم أو المتفرج أو أي شخص آخر | استبعاد (تنس) |